# Pesello
Giuliano di Arrigo, más conocido como Pesello (Florencia, 1367 - Florencia, 6 de abril de 1446), fue un pintor italiano del primer Renacimiento. Vasari le dedica un capítulo en sus Vite, dándole por error el nombre de Francesco Pesello, confundiéndolo en parte con su nieto.

## Biografía
Aunque poseemos abundante documentación sobre Pesello, no puede serle atribuida con seguridad obra alguna. En 1385 se inscribió en el Gremio de Médicos y Especieros, y en 1424 ingresó en la Compagnia di San Luca. Están atestiguados diversos encargos de obras, pero tanto estas como las citadas por Vasari no han llegado a nuestros días o no han podido ser identificadas. Se le atribuye, aunque no con total certeza, el fresco con la Cúpula Celeste de la sacristía vieja de San Lorenzo de Florencia.

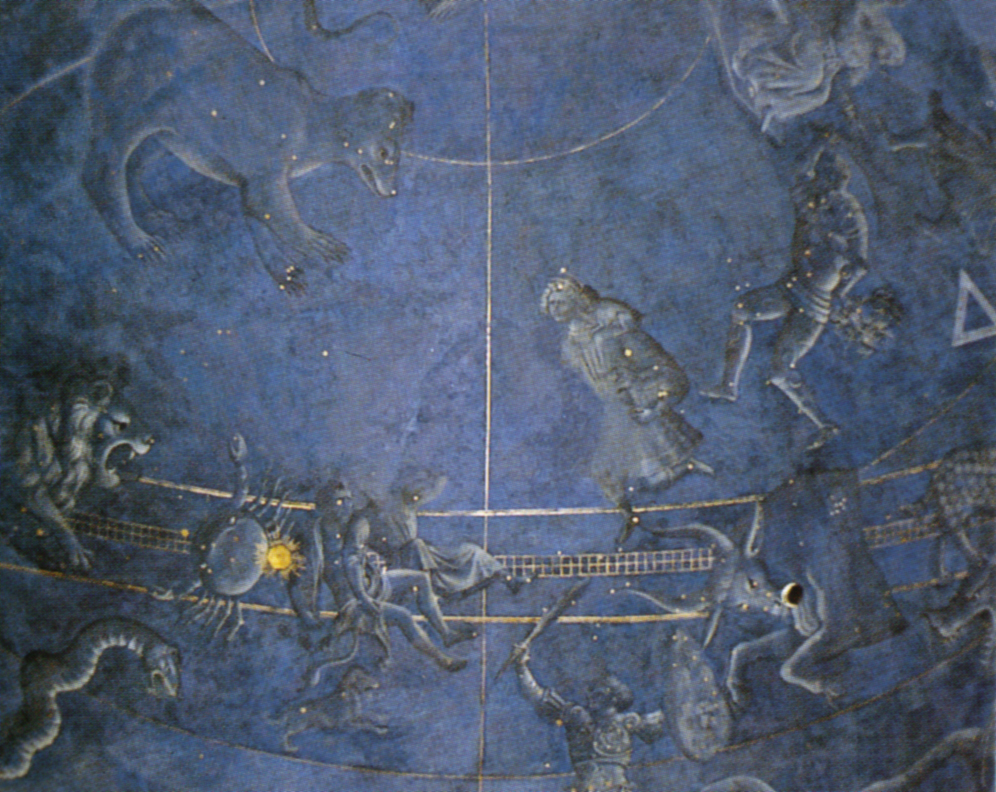
Hemisferio Celeste, Sacristia Vecchia, Basílica de San Lorenzo de Florencia.

Parece que gozó de un gran prestigio entre sus contemporáneos. El cronista Giovanni Cavalcanti lo equipara a grandes figuras de la época como Gentile da Fabriano, Filippo Brunelleschi o Lorenzo Ghiberti. Uno de sus principales patrones fue Cosme de Médici, que le concedió una considerable suma de florines cuando su hija contrajo matrimonio con el también pintor Stefano di Francesco. De este matrimonio nacería otro notable artista, Pesellino, que sería educado por el abuelo y heredaría su taller.